# British Nuclear Group
Pour les articles homonymes, voir BNG.
Le British Nuclear Group (BNG) est une filiale de BNFL mise en place pour gérer le démantèlement de nombreux sites nucléaires britanniques sous le contrôle de l'Autorité britannique de démantèlement nucléaire. 
BNG emploie quelque 14 000 personnes, fait fonctionner des usines (dont l'usine de retraitement Sellafield) et s'occupe des déchets nucléaires. Selon l'annonce du gouvernement britannique de mars 2006, BNG sera vendu d'ici à l'automne 2007 pour environ 100 milliards d'euros. 